# Lubuk Pakam I/Ii
Lubuk Pakam I/Ii is een bestuurslaag in het regentschap Deli Serdang van de provincie Noord-Sumatra, Indonesië. Lubuk Pakam I/Ii telt 6646 inwoners (volkstelling 2010).